# Taxithelium pseudoamoenum
Taxithelium pseudoamoenum là một loài Rêu trong họ Sematophyllaceae. Loài này được (Bél.) Renauld miêu tả khoa học đầu tiên năm 1898.